# Какаоатан
Какаоата́н (ісп. Cacahoatán) — містечко в мексиканському штаті Чіапас, центр однойменної міської громади.

## Географія
Какаотлан розташований у Південній Мексиці на сході Чіапаса, на кордоні з Гватемалою.

### Клімат
Містечко знаходиться у зоні, котра характеризується кліматом тропічних саван. Найтепліший місяць — квітень із середньою температурою 27 °C (80.6 °F). Найхолодніший місяць — січень, із середньою температурою 25.3 °С (77.5 °F).
| Клімат Какаоатана       | Клімат Какаоатана | Клімат Какаоатана | Клімат Какаоатана | Клімат Какаоатана | Клімат Какаоатана | Клімат Какаоатана | Клімат Какаоатана | Клімат Какаоатана | Клімат Какаоатана | Клімат Какаоатана | Клімат Какаоатана | Клімат Какаоатана | Клімат Какаоатана |
| Показник                | Січ.              | Лют.              | Бер.              | Квіт.             | Трав.             | Черв.             | Лип.              | Серп.             | Вер.              | Жовт.             | Лист.             | Груд.             | Рік               |
| Абсолютний максимум, °C | 37                | 38                | 38                | 39                | 37,5              | 39,5              | 37                | 38                | 36                | 37                | 38                | 38                | 39,5              |
| Середній максимум, °C   | 32,2              | 32,8              | 33,4              | 33,5              | 32,7              | 31,7              | 31,9              | 32,1              | 31,3              | 31,4              | 32                | 32,2              | 32,3              |
| Середня температура, °C | 25,3              | 25,8              | 26,5              | 27                | 26,7              | 26                | 26                | 26,1              | 25,7              | 25,7              | 25,9              | 25,6              | 26                |
| Середній мінімум, °C    | 18,4              | 18,8              | 19,6              | 20,4              | 20,7              | 20,4              | 20,1              | 20,2              | 20,1              | 20                | 19,8              | 19,1              | 19,8              |
| Абсолютний мінімум, °C  | 10                | 13                | 13                | 15                | 10                | 16                | 12                | 12,1              | 11,9              | 14                | 15                | 13                | 10                |
| Норма опадів, мм        | 25                | 36                | 91                | 246               | 531               | 680               | 523               | 611               | 738               | 647               | 199               | 43                | 4368              |
| Днів з дощем            | 2,8               | 3,4               | 7,1               | 13,3              | 22                | 25,9              | 25,1              | 26,4              | 26,8              | 25,4              | 11,8              | 3,5               | 193,5             |
| ----------------------- | ----------------- | ----------------- | ----------------- | ----------------- | ----------------- | ----------------- | ----------------- | ----------------- | ----------------- | ----------------- | ----------------- | ----------------- | ----------------- |
| Джерело: Weatherbase    |                   |                   |                   |                   |                   |                   |                   |                   |                   |                   |                   |                   |                   |